# Victor Lukassowitz
Victor Lukassowitz, auch Viktor (* 12. Dezember 1879 in Guttentag; † nach 1932) war ein deutscher Lehrer und Politiker (DNVP).

## Leben
Der Sohn eines Hauptlehrers besuchte das Gymnasium bis zur Obertertia, ging dann an die Präparandenanstalt und absolvierte im Anschluss das Lehrerseminar. Er arbeitete als Volksschullehrer, legte die Mittelschul- und die Rektorprüfung ab, und wurde 1910 Rektor an einer Volksschule in Schweidnitz. Neben seiner beruflichen Tätigkeit verfasste er Beiträge in Fachzeitungen und in der Tagespresse.
Lukassowitz trat während der Zeit der Weimarer Republik in die Deutschnationale Volkspartei (DNVP) ein. Von 1919 bis 1921 war er Mitglied der Verfassunggebenden Preußischen Landesversammlung. Im Februar 1921 wurde er als Abgeordneter in den Preußischen Landtag gewählt, dem er ohne Unterbrechung bis 1932 angehörte. Im Parlament vertrat er den Wahlkreis 7 (Breslau).
Victor Lukassowitz war mit Christine Bernard verheiratet und hatte sechs Kinder.